# Droga N46 (Holandia)
Droga N46 (nl. Provinciale weg 46) - znajduje się w północnej części holandii. Prowadzi od węzła Bad Nieuweschans z autostradą A7 do portowego miasta Eemshaven skąd można dostać się promem na niemiecką wyspę Borkum. N46 jest oznakowana jako droga ekspresowa.